# Anisodes discata
Anisodes discata là một loài bướm đêm trong họ Geometridae.